# Großer Preis von Großbritannien 1999
Der Große Preis von Großbritannien 1999 (offiziell LII RAC British Grand Prix) fand am 11. Juli auf dem Silverstone Circuit in Silverstone statt und war das achte Rennen der Formel-1-Weltmeisterschaft 1999.

## Bericht

### Hintergrund
Nach dem Großen Preis von Frankreich führte Mika Häkkinen in der Fahrerwertung mit acht Punkten vor Michael Schumacher und mit 14 Punkten vor Eddie Irvine. In der Konstrukteurswertung führte Ferrari mit sechs Punkten vor McLaren-Mercedes und mit 32 Punkten vor Jordan-Mugen-Honda.
Mit Jacques Villeneuve (zweimal), Michael Schumacher, Damon Hill und Johnny Herbert (jeweils einmal) traten vier ehemalige Sieger zu diesem Grand Prix an.

### Training

#### Freitagstraining
Häkkinen holte sich mit 1:26,981 Minuten die schnellste Trainingszeit vor Ralf Schumacher, Irvine, David Coulthard, Rubens Barrichello und Michael Schumacher. Der langsamste Fahrer, Olivier Panis, lag rund dreieinhalb Sekunden hinter der Bestzeit zurück.

#### Samstagstraining
Ebenfalls die schnellste Zeit holte sich Häkkinen mit 1:24,489 Minuten vor seinem Teamkollegen Coulthard, welcher rund sechs Zehntel dahinter liegt. Auf den folgenden Positionen lagen Michael Schumacher, Heinz-Harald Frentzen, Hill und Irvine. Der langsamste Fahrer, Marc Gené, lag rund vier Sekunden hinter der Bestzeit zurück.

### Qualifying
Die Pole-Position holte sich Mika Häkkinen mit 1:24,804 vor Michael Schumacher, Coulthard, Irvine Frentzen und Hill. Die Pole-Position-Zeit war langsamer als Häkkinens schnellste Trainingszeit. Der langsamste Fahrer, Marc Gené, lag rund vier Sekunden hinter der Bestzeit zurück.

### Warm-Up
Die vierte Sitzung hintereinander war Häkkinen der schnellste Fahrer, seine Bestzeit betrug 1:26,788 Minuten. Dahinter folgten Coulthard, Michael Schumacher, Hill, Barrichello und Irvine. Der langsamste Fahrer, Gené, lag rund dreieinhalb Sekunden hinter der Bestzeit.

### Rennen

#### Erster Start
Michael Schumacher kam sehr schlecht vom Startplatz weg und fiel hinter Irvine auf Platz vier zurück, währenddessen konnte Häkkinen die Führung vor Coulthard behalten. Beim Start blieben Villeneuve und Alessandro Zanardi stehen und die Rennleitung brach daraufhin den Start ab. Doch die Fahrer wurden zu spät darauf hingewiesen und Michael Schumacher erlitt nach der Hangar-Straight einen Bremsdefekt und schoss frontal und beinahe ungebremst in die Reifenstapel. Er erlitt daraufhin einen Unterschenkelbruch und konnte nicht mehr am Neustart teilnehmen.

#### Zweiter Start
Nach rund 15 Minuten Unterbrechung wurde das Rennen erneut gestartet. Irvine und Frentzen kamen sehr gut weg, letzterer wurde jedoch von Coulthard blockiert und musste abbremsen. Da erneut mit Pedro de la Rosa ein Wagen stehen blieb, wurde das Safety-Car auf die Strecke geschickt. Im Nachhinein wäre es jedoch nicht notwendig gewesen, da das Auto rechtzeitig vom Startplatz weggebracht werden konnte. Hinter dem Safety-Car führte Häkkinen vor Irvine, Coulthard, Frentzen, Ralf Schumacher und Hill. In Runde zwei wurde das Rennen wieder freigegeben, Coulthard versuchte außen an Irvine vorbei zu gehen, schaffte es jedoch nicht. Michael Schumacher wurde indes mittels Hubschrauber in ein Krankenhaus geflogen.
In Runde 26 ging Häkkinen an die Boxengasse zum Reifenwechsel und Sprit nachfüllen. Allerdings war eine Radmutter nicht fest genug montiert und Häkkinen musste die folgende Runde wieder die Box aufsuchen. In derselben Runde ging auch Irvine an die Box, doch ein schlechter Stopp mit zwölf Sekunden Stehzeit kostete ihn die Führung. In Runde 30 löste sich in der letzten Kurve diesmal das linke Hinterrad komplett vom Wagen und lag auf der Strecke. Mehrere Fahrer konnten um wenige Zentimeter dem Reifen ausweichen. Das Safety-Car wurde auf die Strecke geschickt, obwohl ein Streckenposten das lose Rad schnell einsammeln konnte. In der folgenden Runde musste Villeneuve auf der Zielgerade sein Auto abstellen; hier hätte spätestens das Safety-Car auf die Strecke müssen. Häkkinen bekam ein neues Rad montiert, doch wenig später gab er wegen Sicherheitsbedenken auf. Der Neustart erfolgte ohne Zwischenfälle, Coulthard führte weiterhin vor Irvine, Ralf Schumacher, Frentzen, Hill und Barrichello. Coulthard behielt bis auf eine kurze Ausnahme die Führung und gewann schlussendlich das Rennen vor Irvine und Ralf Schumacher. Die restlichen Punkteplatzierungen belegten Frentzen, Hill und Pedro Diniz.
Die Siegertrophäe für Coulthard wurde von John Prescott, dem stellvertretenden Premierminister des Vereinigten Königreiches, überreicht. Der Pokal für den siegreichen Konstrukteur McLaren übernahm der Teamchef Ron Dennis von Neil Johnson, dem Chief Executive Officer vom britischen Automobilclub RAC.
Häkkinen sicherte sich mit 1:28,309 Minuten die schnellste Runde.
Sowohl in der Fahrer- als auch in der Konstrukteurswertung blieben die ersten drei Positionen unverändert.

## Meldeliste
| Team                         | Nr. | Fahrer                | Chassis        | Motor                 | Reifen |
| ---------------------------- | --- | --------------------- | -------------- | --------------------- | ------ |
| West McLaren Mercedes        | 01  | Mika Häkkinen         | McLaren MP4/14 | Mercedes-Benz 3.0 V10 | B      |
| West McLaren Mercedes        | 02  | David Coulthard       | McLaren MP4/14 | Mercedes-Benz 3.0 V10 | B      |
| Scuderia Ferrari Marlboro    | 03  | Michael Schumacher    | Ferrari F399   | Ferrari 3.0 V10       | B      |
| Scuderia Ferrari Marlboro    | 04  | Eddie Irvine          | Ferrari F399   | Ferrari 3.0 V10       | B      |
| Winfield Williams            | 05  | Alessandro Zanardi    | Williams FW21  | Supertec 3.0 V10      | B      |
| Winfield Williams            | 06  | Ralf Schumacher       | Williams FW21  | Supertec 3.0 V10      | B      |
| Benson & Hedges Jordan       | 07  | Damon Hill            | Jordan 199     | Mugen-Honda 3.0 V10   | B      |
| Benson & Hedges Jordan       | 08  | Heinz-Harald Frentzen | Jordan 199     | Mugen-Honda 3.0 V10   | B      |
| Mild Seven Benetton Playlife | 09  | Giancarlo Fisichella  | Benetton B199  | Playlife 3.0 V10      | B      |
| Mild Seven Benetton Playlife | 10  | Alexander Wurz        | Benetton B199  | Playlife 3.0 V10      | B      |
| Red Bull Sauber Petronas     | 11  | Jean Alesi            | Sauber C18     | Petronas 3.0 V10      | B      |
| Red Bull Sauber Petronas     | 12  | Pedro Diniz           | Sauber C18     | Petronas 3.0 V10      | B      |
| Arrows                       | 14  | Pedro de la Rosa      | Arrows A20     | Arrows 3.0 V10        | B      |
| Arrows                       | 15  | Toranosuke Takagi     | Arrows A20     | Arrows 3.0 V10        | B      |
| Stewart Ford                 | 16  | Rubens Barrichello    | Stewart SF3    | Ford Cosworth 3.0 V10 | B      |
| Stewart Ford                 | 17  | Johnny Herbert        | Stewart SF3    | Ford Cosworth 3.0 V10 | B      |
| Gauloises Prost Peugeot      | 18  | Olivier Panis         | Prost AP02     | Peugeot 3.0 V10       | B      |
| Gauloises Prost Peugeot      | 19  | Jarno Trulli          | Prost AP02     | Peugeot 3.0 V10       | B      |
| Fondmetal Minardi Ford       | 20  | Luca Badoer           | Minardi M01    | Ford 3.0 V10          | B      |
| Fondmetal Minardi Ford       | 21  | Marc Gené             | Minardi M01    | Ford 3.0 V10          | B      |
| British American Racing      | 22  | Jacques Villeneuve    | BAR 01         | Supertec 3.0 V10      | B      |
| British American Racing      | 23  | Ricardo Zonta         | BAR 01         | Supertec 3.0 V10      | B      |

## Klassifikation

### Qualifying
| Pos.                                                                       | Fahrer                | Konstrukteur       | Zeit     | Start |
| -------------------------------------------------------------------------- | --------------------- | ------------------ | -------- | ----- |
| 01                                                                         | Mika Häkkinen         | McLaren-Mercedes   | 1:24,804 | 01    |
| 02                                                                         | Michael Schumacher    | Ferrari            | 1:25,223 | 02    |
| 03                                                                         | David Coulthard       | McLaren-Mercedes   | 1:25,594 | 03    |
| 04                                                                         | Eddie Irvine          | Ferrari            | 1:25,677 | 04    |
| 05                                                                         | Heinz-Harald Frentzen | Jordan-Mugen-Honda | 1:25,991 | 05    |
| 06                                                                         | Damon Hill            | Jordan-Mugen-Honda | 1:26,099 | 06    |
| 07                                                                         | Rubens Barrichello    | Stewart-Ford       | 1:26,194 | 07    |
| 08                                                                         | Ralf Schumacher       | Williams-Supertec  | 1:26,438 | 08    |
| 09                                                                         | Jacques Villeneuve    | BAR-Supertec       | 1:26,719 | 09    |
| 10                                                                         | Jean Alesi            | Sauber-Petronas    | 1:26,761 | 10    |
| 11                                                                         | Johnny Herbert        | Stewart-Ford       | 1:26,873 | 11    |
| 12                                                                         | Pedro Diniz           | Sauber-Petronas    | 1:27,196 | 12    |
| 13                                                                         | Alessandro Zanardi    | Williams-Supertec  | 1:27,223 | 13    |
| 14                                                                         | Jarno Trulli          | Prost-Peugeot      | 1:27,227 | 14    |
| 15                                                                         | Olivier Panis         | Prost-Peugeot      | 1:27,543 | 15    |
| 16                                                                         | Ricardo Zonta         | BAR-Supertec       | 1:27,699 | 16    |
| 17                                                                         | Giancarlo Fisichella  | Benetton-Playlife  | 1:27,857 | 17    |
| 18                                                                         | Alexander Wurz        | Benetton-Playlife  | 1:28,010 | 18    |
| 19                                                                         | Toranosuke Takagi     | Arrows             | 1:28,037 | 19    |
| 20                                                                         | Pedro de la Rosa      | Arrows             | 1:28,148 | 20    |
| 21                                                                         | Luca Badoer           | Minardi-Ford       | 1:28,695 | 21    |
| 22                                                                         | Marc Gené             | Minardi-Ford       | 1:28,772 | 22    |
| 107-Prozent-Zeit: 1:30,740 min (bezogen auf die Bestzeit von 1:24,804 min) |                       |                    |          |       |

### Rennen
| Pos. | Fahrer                | Konstrukteur       | Runden | Stopps | Zeit        | Start | Schnellste Runde |
| ---- | --------------------- | ------------------ | ------ | ------ | ----------- | ----- | ---------------- |
| 01   | David Coulthard       | McLaren-Mercedes   | 60     | 2      | 1:32:30,144 | 03    | 1:28,846 (47.)   |
| 02   | Eddie Irvine          | Ferrari            | 60     | 2      | + 1,829     | 04    | 1:28,782 (54.)   |
| 03   | Ralf Schumacher       | Williams-Supertec  | 60     | 2      | + 27,411    | 08    | 1:29,414 (26.)   |
| 04   | Heinz-Harald Frentzen | Jordan-Mugen-Honda | 60     | 2      | + 27,789    | 05    | 1:29,330 (47.)   |
| 05   | Damon Hill            | Jordan-Mugen-Honda | 60     | 2      | + 38,606    | 06    | 1:29,252 (48.)   |
| 06   | Pedro Diniz           | Sauber-Petronas    | 60     | 2      | + 53,643    | 12    | 1:29,819 (27.)   |
| 07   | Giancarlo Fisichella  | Benetton-Playlife  | 60     | 2      | + 54,614    | 17    | 1:30,296 (54.)   |
| 08   | Rubens Barrichello    | Stewart-Ford       | 60     | 3      | + 1:08,590  | 07    | 1:29,493 (49.)   |
| 09   | Jarno Trulli          | Prost-Peugeot      | 60     | 2      | + 1:12,045  | 14    | 1:30,964 (52.)   |
| 10   | Alexander Wurz        | Benetton-Playlife  | 60     | 2      | + 1:12,123  | 18    | 1:30,625 (40.)   |
| 11   | Alessandro Zanardi    | Williams-Supertec  | 60     | 2      | + 1:17,124  | 13    | 1:30,522 (41.)   |
| 12   | Johnny Herbert        | Stewart-Ford       | 60     | 3      | + 1:17,709  | 11    | 1:30,103 (53.)   |
| 13   | Olivier Panis         | Prost-Peugeot      | 60     | 2      | + 1:20,492  | 15    | 1:30,793 (41.)   |
| 14   | Jean Alesi            | Sauber-Petronas    | 59     | 3      | DNF         | 10    | 1:30,334 (37.)   |
| 15   | Marc Gené             | Minardi-Ford       | 58     | 2      | + 2 Runden  | 22    | 1:31,612 (44.)   |
| 16   | Toranosuke Takagi     | Arrows             | 58     | 2      | + 2 Runden  | 19    | 1:32,442 (22.)   |
| –    | Ricardo Zonta         | BAR-Supertec       | 41     | 3      | DNF         | 16    | 1:30,611 (27.)   |
| –    | Mika Häkkinen         | McLaren-Mercedes   | 35     | 3      | DNF         | 01    | 1:28,309 (28.)   |
| –    | Jacques Villeneuve    | BAR-Supertec       | 29     | 1      | DNF         | 09    | 1:31,342 (18.)   |
| –    | Luca Badoer           | Minardi-Ford       | 6      | 1      | DNF         | 21    | 1:32,409 (03.)   |
| –    | Pedro de la Rosa      | Arrows             | 0      | 0      | DNF         | 20    | –                |
| DNS  | Michael Schumacher    | Ferrari            | –      | –      | –           | 02    | –                |

Anmerkungen
1. ↑  Michael Schumacher konnte am Neustart nicht teilnehmen, sein Platz in der Startaufstellung blieb leer.

## WM-Stände nach dem Rennen
Die ersten sechs des Rennens bekamen 10, 6, 4, 3, 2 bzw. 1 Punkt(e).

### Fahrerwertung
| Pos. | Fahrer                | Konstrukteur       | Punkte |
| ---- | --------------------- | ------------------ | ------ |
| 01   | Mika Häkkinen         | McLaren-Mercedes   | 40     |
| 02   | Michael Schumacher    | Ferrari            | 32     |
| 02   | Eddie Irvine          | Ferrari            | 32     |
| 04   | Heinz-Harald Frentzen | Jordan-Mugen-Honda | 26     |
| 05   | David Coulthard       | McLaren-Mercedes   | 22     |
| 06   | Ralf Schumacher       | Williams-Supertec  | 19     |
| 07   | Giancarlo Fisichella  | Benetton-Playlife  | 13     |
| 08   | Rubens Barrichello    | Stewart-Ford       | 10     |
| 09   | Damon Hill            | Jordan-Mugen-Honda | 5      |
| 10   | Pedro Diniz           | Sauber-Petronas    | 2      |
| 11   | Johnny Herbert        | Stewart-Ford       | 2      |
| 12   | Jarno Trulli          | Prost-Peugeot      | 1      |

| Pos. | Fahrer             | Konstrukteur      | Punkte |
| ---- | ------------------ | ----------------- | ------ |
| 13   | Alexander Wurz     | Benetton-Playlife | 1      |
| 14   | Olivier Panis      | Prost-Peugeot     | 1      |
| 15   | Pedro de la Rosa   | Arrows            | 1      |
| 16   | Jean Alesi         | Sauber-Petronas   | 1      |
| 17   | Toranosuke Takagi  | Arrows            | 0      |
| 18   | Mika Salo          | BAR-Supertec      | 0      |
| 19   | Marc Gené          | Minardi-Ford      | 0      |
| 20   | Luca Badoer        | Minardi-Ford      | 0      |
| 21   | Alessandro Zanardi | Williams-Supertec | 0      |
| 22   | Ricardo Zonta      | BAR-Supertec      | 0      |
| –    | Jacques Villeneuve | BAR-Supertec      | 0      |
| –    | Stéphane Sarrazin  | Minardi-Ford      | 0      |

### Konstrukteurswertung
| Pos. | Konstrukteur       | Punkte |
| ---- | ------------------ | ------ |
| 01   | Ferrari            | 64     |
| 02   | McLaren-Mercedes   | 62     |
| 03   | Jordan-Mugen-Honda | 31     |
| 04   | Williams-Supertec  | 19     |
| 05   | Benetton-Playlife  | 14     |
| 06   | Stewart-Ford       | 12     |

| Pos. | Konstrukteur    | Punkte |
| ---- | --------------- | ------ |
| 07   | Sauber-Petronas | 3      |
| 08   | Prost-Peugeot   | 2      |
| 09   | Arrows          | 1      |
| 10   | BAR-Supertec    | 0      |
| 11   | Minardi-Ford    | 0      |